# 面子 (日本玩具)

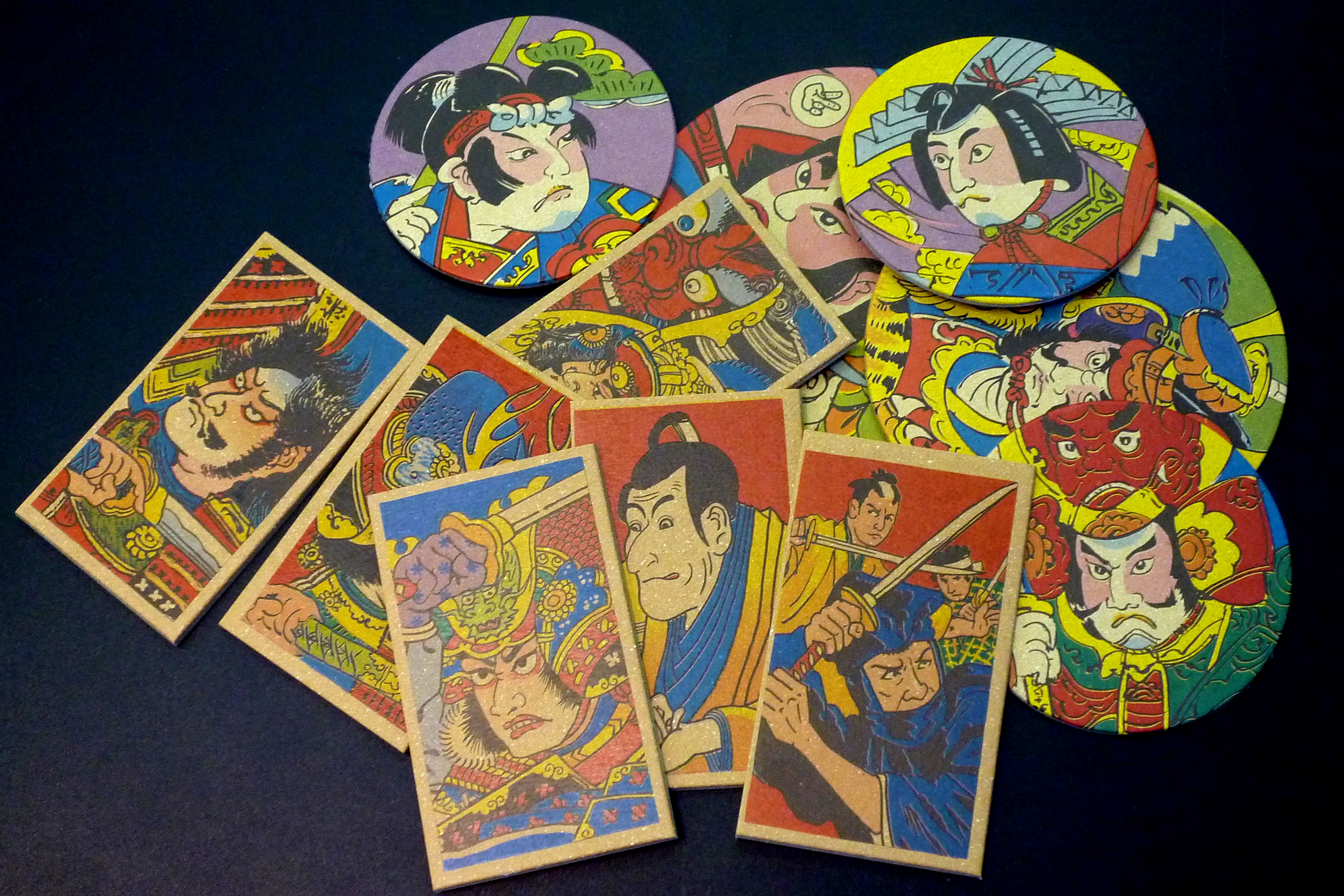
纸面子

面子（汉字写作“面子”），是日本的传统玩具。面子的意思是“小的脸或面具”。面子也用来指称使用该种玩具的游戏。
面子的材质有泥（陶）、铅、纸等。其中最常见的是纸板的面子（“纸面子”），是用厚纸板制成的方形或者圆形，通常正面印有肖像或者图案。面子也是一种收藏对象。面子在日本的儿童零食店有售，但也有使用牛奶瓶盖等代替的情况。面子在日本昭和时期曾经风靡一时。
与最初的泥质面子相比，纸面子因玩法等有所区别而可以看做另外的系统。纸面子的玩法和中国的piaji、韩国的画片类似。

## 历史
面子的起源可以上溯至平安时代，据史料所载当时有一种名为“意钱”的游戏。这种游戏可能是自古以来就存在的，可以使用贝壳、坚果、石子，没有固定玩具。:65

### 江户时代以来的泥面子

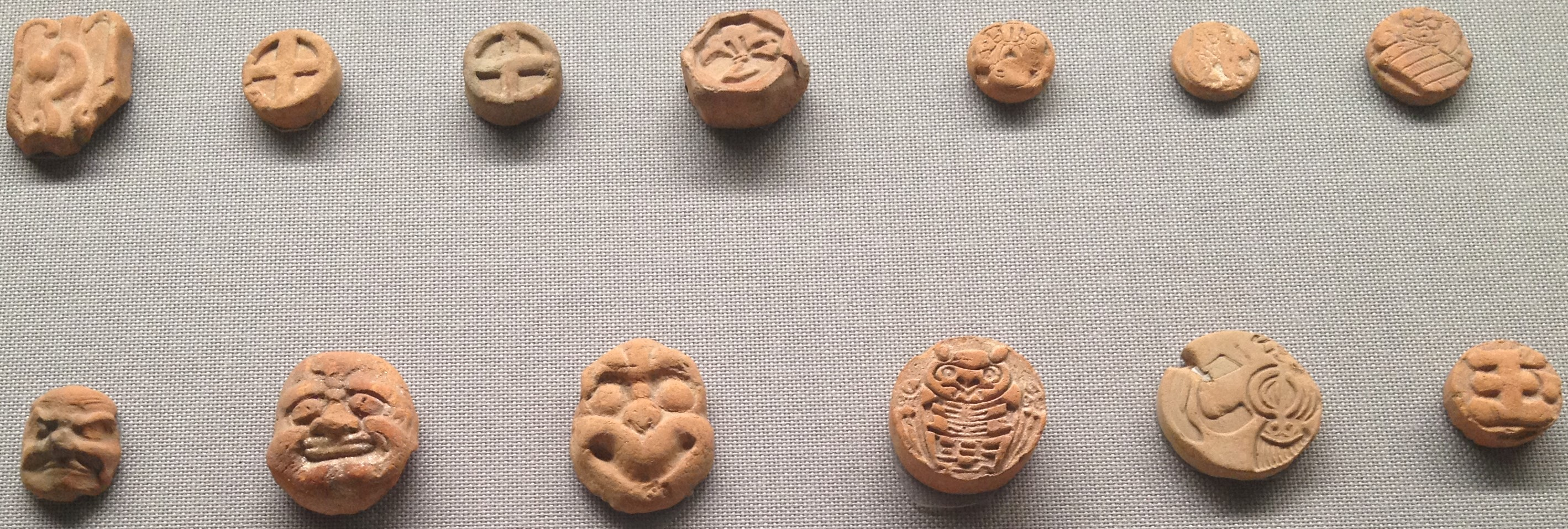
泥面子

江户时代有一种叫做“穴一”的游戏。穴一源自平安时代，最初是贵族的游戏，玩法是投掷铜钱。江户时代穴一普及到一般的儿童群体，因为幕府禁止赌博，而以其他道具代用。天保年间（1830-1844年），泥面（将泥土用模具成型烧制的小面具）作为穴一的玩具流行开来，直到明治时代一直是主流。而明治时代这种游戏已经被称为“面子”。:15,35,38
泥面最初的样式是面具，但后来也有多种图案，例如人气俳优的家纹、江户各救火队的“缠”（类似旗帜的标志物）、相扑力士、戏剧、地口（幽默谚语）、江户地名、英雄、文字、鸟居等。
泥面子也称作土面子，直径约2至5厘米，厚约5毫米。明治时代泥面子被铅面子取代，目前只在某些地区作为乡土玩具、寺庙和神社的纪念品等存在。

### 明治时代的铅面子
铅面子在明治10年代迅速普及开来。:71其尺寸大约是直径2到5厘米，厚1毫米。制法为将铅放在铁制模具，锤打成型。铅面子常有铠甲、头盔等造型，也有彩色的纹样，不见于泥面子。
江户时代以来有一种叫做“ガラガラ煎餅”的食玩，煎饼里有一个泥面，吃完后可取出游玩，最初玩法如打弹子。这种煎饼里附带的泥面被铅制的小面具取代。最初的玩法也是打弹子，但随后出现了适合其金属质地和厚度的玩法即将对方的面子击打使其翻转，已经类似于后来的纸面子的玩法。:55,56
1900年（明治33年）大阪发生了铅中毒事件，因而铅面子也被冷落，据研究，大概20年之后销声匿迹。:71

### 纸面子
铅面子受到冷遇之后纸面子取而代之，兴起于明治中期。最初是儿童将绘画用纸折叠做成纸面子，此后产生了商品化的纸板制面子。因其材质廉价，导致了爆发性的普及，大量从业者加入了这一产业。明治20年代，印刷技术革新使得廉价的印刷工艺普及，使得“面子画”（めんこ絵）的精美程度提高。:75昭和30年代学校的给食中，瓶装牛奶代替了脱脂奶粉奶。因为儿童玩面子时常以面子做赌注，胜者取走败者的面子:141,142，因此学校会以禁止赌博为由禁止面子，此时儿童会用牛奶瓶盖（每天可以得到一枚）代替面子来玩。

#### 图案

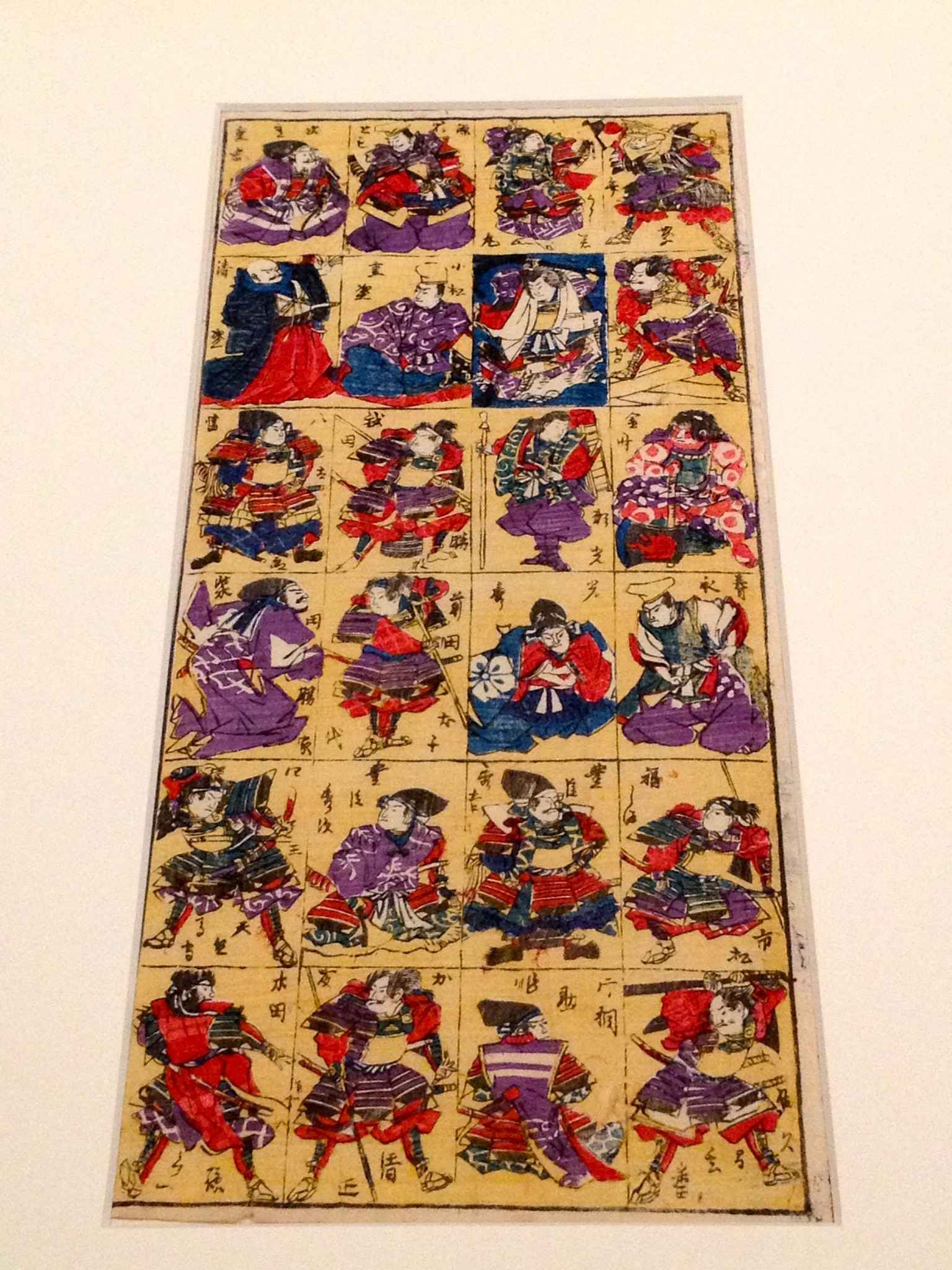
明治时期的纸面子，多色印刷，以丰臣秀吉、加藤清正等战国武将为主题

纸面子上的图片会使用当时流行的事物。早期曾经流行相扑力士、棒球选手的面子，此后怪兽、怪人、机器人、英雄题材的面子成为主流。有的面子因为未得到版权授权，而在有名的角色上加以修改。
2000年以来《怪物猎人》主题的面子较为流行。
面子的背面以无印刷或者单色印刷为主。背面的印刷有石头剪子布图案、扑克牌、武器等，可以用来进行其他规则的游戏。

## 玩法

### “”
最典型的玩法是（めんこ絵）。规则如下：
1. 将面子放在地面等平面上
2. 其他人用自己的面子击打该面子
3. 如果达成条件则判定打击方胜利。
  - 有的地方的玩法要求被打击的面子翻转过来[6]
  - 有的地方的玩法要求从被打击的面子下面穿过[6]
  - 有的地方的玩法规定一个区域，被打击的面子需要被打出该区域[6]

摆在地面的面子数量依玩法也有不同，有的是1人放置1枚，也有参加者每人都要放置1枚乃至2枚的玩法。
因为胜者可以赢取败者的面子，在一方持有稀缺的面子时，也有使用明显不公平的规则进行游戏的情况。

### 其他玩法
可以像一般的卡牌游戏一样玩。也有其他的物理性的玩法。

### 面子射击
面子射击是一种特殊的玩法：将直径6cm的圆形面子以长38cm的橡皮筋枪发射出去，目标是击中5米远处的直径18厘米的纸标靶。面子射击（メンコ射撃）经过商标注册，在新潟县有国际面子射击场。